# ان‌جی‌سی ۴۰۶
ان‌جی‌سی ۴۰۶ (انگلیسی: NGC 406) نام یک کهکشان مارپیچی در صورت فلکی توکان است.

## نگارخانه

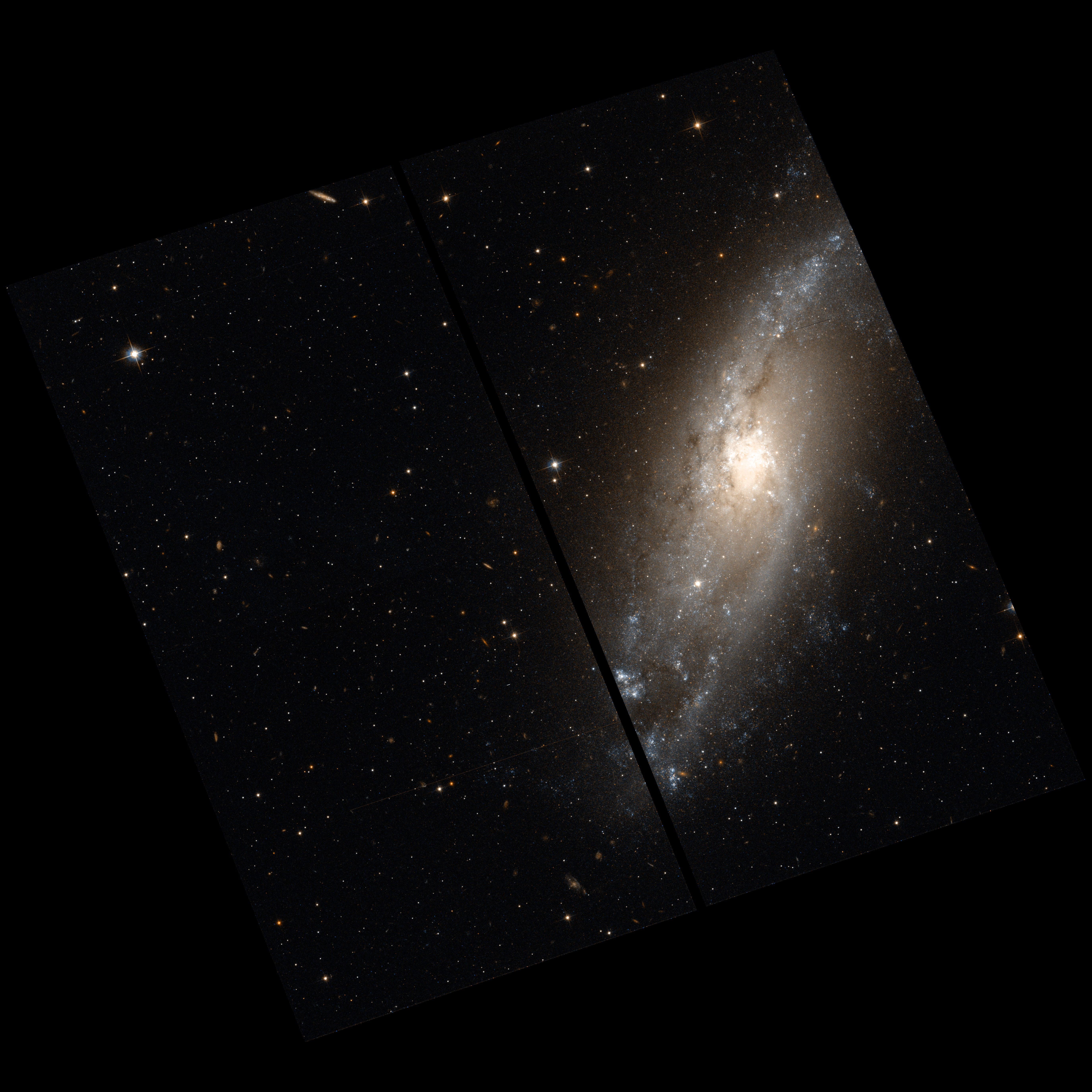